# Marea Bellingshausen
Marea Bellingshausen este o mare situată lângă coastele Antarctidei, la est de peninsula Greyham, cu adâncimea maximă de 4792 m. Clima este aspră, vânturile frecvente, iar cețurile se înregistrează foarte des. Iarna și primăvara, Marea Bellingshausen este acoperită cu gheață, iar în restul anului cu ghețari și aisberguri. A fost descoperită în anii 1819-21 în timpul expediției antarctice ruse conduse de Fabian Gottlieb von Bellingshausen și M. Lazarev.